# Булак (Туркестанская область)
Булак (каз. Бұлақ) — село в Отырарском районе Туркестанской области Казахстана. Входит в состав Ходжатогайского сельского округа. Код КАТО — 514843300.

## Население
В 1999 году население села составляло 252 человека (142 мужчины и 110 женщин). По данным переписи 2009 года, в селе проживало 118 человек (67 мужчин и 51 женщина).